# Eclipse lunar de maio de 1453
O Eclipse lunar de maio de 1453 foi um eclipse lunar parcial ocorrido em 22 de maio de 1453. Foi visto durante a queda de Constantinopla, capital do Império Bizantino, durante um cerco que durou de 5 de abril a 29 de maio de 1453. Após ele, a cidade caiu para os otomanos e foi considerado o cumprimento de uma profecia sobre a queda da cidade. É dito  que uma lua de sangue ocorreu durante o eclipse.  

## Visibilidade
O eclipse parcial foi visível no leste da África, na Ásia, no sul da Europa e na Oceania.  